# Manoel de Oliveira

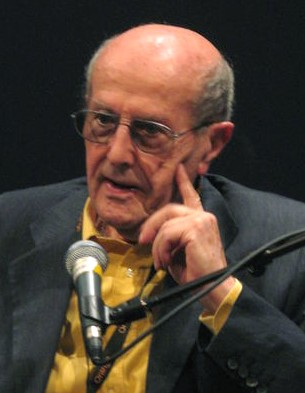
Manoel de Oliveira 2008 in der Cinémathèque française

Manoel Cândido Pinto de Oliveira (* 11. Dezember 1908 in Porto; † 2. April 2015 ebenda) war ein portugiesischer Filmregisseur und Drehbuchautor. Er galt seit 2001 bis zu seinem Tod als ältester noch aktiver Regisseur der Welt; der letzte, der schon zur Stummfilmzeit gearbeitet hatte.

## Leben
Oliveira wurde 1908 in eine wohlhabende portugiesische Familie in Porto geboren. Da er vor der portugiesischen Rechtschreibreform von 1911 geboren wurde, schrieb er seinen Namen bis zuletzt in seiner alten Schreibweise Manoel (statt der modernen Form Manuel). In jungen Jahren war er aktiver Sportler, u. a. auch Autorennfahrer. Er wollte zunächst Schauspieler werden und er nahm auch einige Filmrollen an. So trat er u. a. 1933 in der ersten ausschließlich portugiesischen Tonfilmproduktion des danach aufblühenden Portugiesischen Films auf, in Cottinelli Telmos Komödie Das Lied von Lissabon, an der Seite von Vasco Santana u. a. Doch der Film Berlin – Die Sinfonie der Großstadt von Walter Ruttmann beeinflusste ihn nachhaltig und regte ihn an, Filmregisseur zu werden. Sein erstes Werk entstand 1931 noch als Stummfilm: Douro, faina fluvial, ein Dokumentarfilm (deutscher Titel: Harte Arbeit am Fluss Douro) über die Arbeit am nordportugiesischen Fluss Douro, der in Oliveiras Heimatstadt mündet.
Seine erste Spielfilm-Regiearbeit Aniki Bóbó (1942) über Kinder des Hafenviertels in Porto war noch vor Viscontis Besessenheit von 1943 der erste Film des Neorealismus, jedoch kommerziell ein Misserfolg. Oliveira wandte sich von nun an der Herstellung von Portwein im familiären Weingut am Douro zu. Oliveira begründete diese Pause damit, dass es während des repressiven Estado-Novo-Regimes in Portugal für ihn sehr schwer gewesen sei, Filme zu drehen. Ende der 1950er Jahre beschäftigte er sich wieder verstärkt mit dem Kino. 1955 kam er für einige Zeit nach Deutschland, um sich mit dem Farbfilm vertraut zu machen. Er schaffte technisches Gerät an und stellte zwei Spielfilme in kompletter Eigenproduktion her, doch wurde ihm eine Aufführung nicht ermöglicht. Nach einem Dokumentarfilm (O Pão, 1959), bei dem er die Traditionen in Curalha, einer Gemeinde im Kreis (Concelho) von Chaves, kennenlernte, entschloss er sich erneut zu einem Spielfilm. Acto da Primavera (dt. Titel: Der Leidensweg Jesu in Curalha) gewann eine Goldmedaille beim Filmfestival von Siena und war ein Startsignal zu Oliveiras künftiger internationaler Orientierung. Der Film wurde anfangs jedoch nur ein Mal in Portugal gezeigt, und wegen einiger Szenen wurde Oliveira von der Geheimpolizei PIDE vorübergehend inhaftiert.

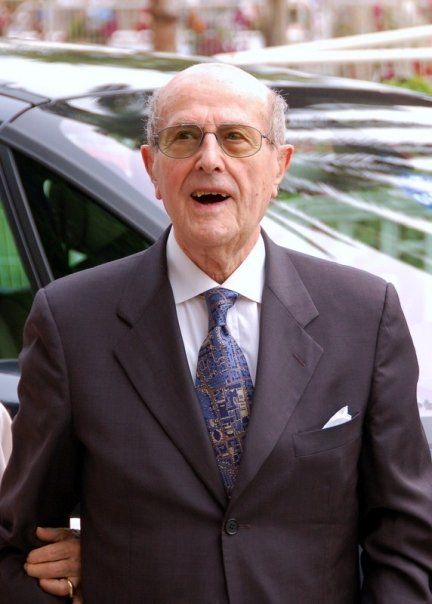
De Oliveira 2001 bei den Filmfestspielen von Cannes

Bis 1971 drehte er trotz aller Veränderungen im portugiesischen Film keine weitere Filme mehr, auch nicht, nachdem er 1967 auf der vom Filmklub Porto veranstalteten „Studienwoche zum portugiesischen Novo Cinema“ als Aushängeschild der jungen Bewegung anerkannt worden war, und als deren Vorläufer Acto da Primavera gilt. In einem Alter, in dem andere in Rente gehen, widmete sich Oliveira dann zunehmend mit ganzer Kraft dem Filmemachen. Seither entstanden gut 30 Spielfilme, deren bekanntester Am Ufer des Flusses (1994) (Vale Abraão) sein dürfte. Sein Freund Wim Wenders gab de Oliveira 1994 in seinem Film Lisbon Story einen Gastauftritt, bei dem er sich selbst spielt.
Oliveira drehte u. a. mit seinem Freund Michel Piccoli, mit John Malkovich, Catherine Deneuve und Irene Papas wie auch mit Marcello Mastroianni (so 1996 Mastroiannis letzter Film, Reise an den Anfang der Welt, 1997 erschienen) und später mit dessen Tochter Chiara Mastroianni. Er wurde auf den Filmfestivals von Venedig, Cannes, Montreal u. a. mehrfach ausgezeichnet.
„Oliveira war ein genuin europäischer Regisseur, der sich von Feuillade und nicht von Griffith ableitet. Sein Publikum, selbst wenn man das Fernsehen berücksichtigt, ist kein Massenpublikum“, schreibt der Filmhistoriker Thomas Brandlmeier.
Oliveira führte nicht nur Regie, er wirkte auch am Drehbuch mit und betätigte sich bei Schnitt und Kameraführung sowie als Produzent.
Eine letzte Ehrung zu Lebzeiten Manoel de Oliveiras war die Wahl seines Kurzfilms Chafariz das Virtudes als Trailer der Viennale 2014.

## Filmografie
- 1928: Fátima Milagrosa (nur Schauspieler, Nebenrolle; Regie: Rino Lupo)
- 1931: Harte Arbeit am Fluss Douro (Douro, faina fluvial)
- 1932: Hulha Branca (Kurzfilm, Doku.)
- 1933: Das Lied von Lissabon (A Canção de Lisboa) (nur Schauspieler, Nebenrolle; Regie: José Ângelo Cottinelli Telmo)
- 1938: Miramar, Praia das Rosas (Kurzfilm, Doku.)
- 1938: Já Se Fabricam Automóveis em Portugal (Kurzfilm, Doku.)
- 1940: Famalicão (Kurzfilm, Doku.)
- 1942: Aniki Bóbó
- 1956: O Pintor e a Cidade (Kurzfilm, Doku.)
- 1957: A Visita a Portugal da Rainha Isabel II da Grã Bretanha (Kurzfilm, Doku.)
- 1958: O Coração (Kurzfilm, Doku.)
- 1959: O Pão (Kurzfilm, Doku.)
- 1963: Der Leidensweg Jesu in Curalha (O Acto da Primavera)
- 1963: A Caça (Kurzfilm)
- 1964: Vilaverdinho - Uma Aldeia Transmontana (Kurzfilm, Doku.)
- 1965: As Pinturas do Meu Irmão Júlio (Kurzfilm, Doku.)
- 1971: Sever do Vouga - Uma Experiência (Kurzfilm, Doku.)
- 1972: Vergangenheit und Gegenwart (O Passado e o Presente)
- 1975: Benilde, Jungfrau und Mutter (Benilde ou a Virgem Mãe)
- 1979: Das Verhängnis der Liebe (Amor de Perdição) (auch Mehrteiler)
- 1981: Francisca
- 1981: Conversa Acabada (nur Schauspieler, Nebenrolle; Regie: João Botelho)
- 1983: Nice - A Propos de Jean Vigo (Fernsehfilm, Doku.)
- 1983: Lisboa Cultural (Doku.)
- 1983: Visit, or Memories and Confessions (Visita ou Memórias e Confissões) (Doku.)
- 1985: Simpósio Internacional de Escultura em Pedra - Porto 1985 (Doku.)
- 1985: Der seidene Schuh (Le soulier de satin)
- 1986: Mein Fall (Mon cas)
- 1988: A Propósito da Bandeira Nacional (Kurzfilm, Doku.)
- 1988: Die Kannibalen (Os Canibais)
- 1990: Non oder Der vergängliche Ruhm der Herrschaft (Non, ou a Vã Glória de Mandar)
- 1991: Die göttliche Komödie (A Divina Comédia)
- 1992: Tag der Verzweiflung (O dia de desespero)
- 1993: Oliveira, l'Architecte (Doku.; Regie: Paulo Rocha)
- 1993: Am Ufer des Flusses (Vale Abraão)
- 1994: Lisbon Story (nur Schauspieler, Gastauftritt; Regie: Wim Wenders)
- 1994: Die Büchse des Bettlers (A Caixa)
- 1995: Das Kloster (Le couvent)
- 1996: En une Poignée de Mains Amies (Doku., Kurzfilm, Regie zusammen mit Jean Rouch)
- 1996: Party
- 1997: Reise an den Anfang der Welt (Viagem ao Princípio do Mundo)
- 1998: Unruhe (Inquietude)
- 1999: Der Brief (A carta)
- 2000: Palavra e Utopia (Word and Utopia)
- 2001: Ich geh’ nach Hause (Vou Para Casa/Je rentre à la maison)
- 2001: Das Porto meiner Kindheit (Porto da Minha Infância)
- 2002: O Princípio da Incerteza (The Uncertainty Principle)
- 2002: Momento (Videoclip für das Lied von Pedro Abrunhosa)
- 2003: Um Filme Falado – Reise nach Bombay (Um Filme Falado)
- 2004: O Quinto Império – Ontem Como Hoje (The Fifth Empire – Yesterday as Today)
- 2005: Do Visível ao Invisível (Kurzfilm)
- 2005: A 15ª Pedra (Doku., Gespräch zwischen Oliveira und João Bénard da Costa, Regie: Rita Azevedo Gomes)
- 2005: Espelho Mágico
- 2006: A Verdade Inventada (Kurzfilm, nur Schauspieler, Regie: Iana Viana, João Viana)
- 2006: O Improvável Não é Impossível (Kurzfilm)
- 2006: Belle Toujours
- 2007: Rencontre Unique (Kurzfilm, Segment des Projekts Chacun son cinéma)
- 2007: Christoph Kolumbus – Das Rätsel (Cristóvão Colombo – O Enigma)
- 2008: O Poeta Doido, o Vitral e a Santa Morta (Doku., Kurzfilm)
- 2008: Romance de Vila do Conde (Doku., Kurzfilm)
- 2009: Eigenheiten einer jungen Blondine (Singularidades de uma Rapariga Loura)
- 2010: Painéis de São Vicente de Fora, Visão Poética (Doku., Kurzfilm)
- 2010: O Estranho Caso de Angélica (The Strange Case of Angelica)
- 2011: Nome de Guerra - A Viagem de Junqueiro (Doku., nur Schauspieler, Regie: Henrique Manuel Pereira)
- 2012: O Gebo e a Sombra
- 2012: Centro Histórico (Kurzfilm, Segment des Films zu Guimarães als Kulturhauptstadt Europas)
- 2014: O Velho do Restelo (Kurzfilm)
- 2014: Chafariz das Virtudes (Kurzfilm, Festivaltrailer der Viennale 2014)
- 2015: Um Século de Energia (Doku., Kurzfilm)

## Auszeichnungen (Auswahl)
- 1981: Interfilm-Preis – Spezialpreis der Internationalen Filmfestspiele Berlin für sein Gesamtwerk
- 1985: Sergio-Trasatti-Preis der Internationalen Filmfestspiele von Venedig für Der seidene Schuh sowie ein Spezial-Löwe für sein Gesamtwerk
- 1990: FIPRESCI-Preis (Spezialpreis) auf den Internationalen Filmfestspielen von Cannes
- 1991: Großer Spezialpreis der Jury der Internationalen Filmfestspiele von Venedig für Die göttliche Komödie
- 1992: Ehrenleopard des Internationalen Filmfestivals von Locarno für Tag der Verzweiflung und sein Lebenswerk
- 1994: Luchino-Visconti-Preis bei der Verleihung des italienischen David di Donatello
- 1997: Globo de Ouro für Party (Beste Regie)
- 1997: FIPRESCI-Preis und Lobende Erwähnung der Ökumenischen Jury bei den Internationalen Filmfestspielen von Cannes für Reise an den Anfang der Welt
- 1997: FIPRESCI-Preis bei der Verleihung des Europäischen Filmpreises für Reise an den Anfang der Welt
- 1999: Preis der Jury der Internationalen Filmfestspiele von Cannes für Der Brief
- 1999: Globo de Ouro für Unruhe (Beste Regie)
- 2001: UNESCO-Preis auf den Internationalen Filmfestspielen von Venedig für Das Porto meiner Kindheit
- 2001: Globo de Ouro für Word and Utopia (Beste Regie)
- 2002: Globo de Ouro für Ich geh' nach Hause (Bester Film)
- 2003: SIGNIS-Preis auf den Internationalen Filmfestspielen von Venedig für Um Filme Falado – Reise nach Bombay
- 2004: Regiepreis des Camerimage-Festivals für sein Lebenswerk
- 2004: Goldener Löwe – Ehrenpreis für ein Lebenswerk auf den Internationalen Filmfestspielen von Venedig
- 2005: Preis für das Lebenswerk des Chicago International Film Festival
- 2006: Spezialpreis für seine Karriere auf dem Filmfestival Fantasporto
- 2007: Ehrenpreis bei der Verleihung des Europäischen Filmpreises
- 2008: Ehrenpalme der Internationalen Filmfestspiele von Cannes
- 2008: Großkreuz des Ordens des Infanten Dom Henrique
- 2009: Berlinale Kamera[8]
- 2009: Globo de Ouro für seine Karriere

Manoel de Oliveira erhielt die Ehrendoktorwürde der Universität der Algarve (2008) und der Universität Trás-os-Montes und Alto Douro (2011).